# スティーヴン・H・ショールズ
スティーヴン・H・ショールズ（Stephen H. Sholes、1911年2月12日 - 1968年4月22日）は、アメリカ合衆国の音楽プロデューサー、RCAビクターの役員。

## 職歴
ショールズはワシントンD.C.に生まれ、9歳のとき家族とともにニュージャージー州マーチャントビル (Merchantville) に移り住んだが、そこは父親が働いていたニュージャージー州カムデンのRCAビクターの工場の近くであった。1929年、ショールズはRCAビクターでメッセンジャー・ボーイとして働き始め、ラトガース大学の学生をしながらパートタイムで工場勤めをした。
ショールズは、RCAのラジオ部門で働いていたが、もともとダンス・バンドでサクソフォーンとクラリネットの演奏を経験していたことがきっかけとなって、レコード部門で働くことになった。第二次世界大戦中には、ラジオ放送用や陸軍の兵員の個人用のレコードを制作していた、アメリカ陸軍のVディスク担当部門で働いた。
1945年、ショールズはテネシー州ナッシュビルのカントリー部門の責任者となり、チェット・アトキンスら多数のタレントをRCAビクターにもたらした。ショールズがナッシュビルを離れた後は、アトキンスがカントリー音楽部門の責任者の地位を受け継いだ。ショールズがRCAと契約させた中には、エディ・アーノルド (Eddy Arnold)、ザ・ブラウンズ (The Browns)、ハンク・ロックリン (Hank Locklin)、ホーマー&ジェスロ (Homer and Jethro)、ハンク・スノウ (Hank Snow)、ジム・リーヴス (Jim Reeves)、ピー・ウィー・キング (Pee Wee King) らがいた。1955年、ショールズはエルヴィス・プレスリーをRCAと契約させた。
ショールズがRCA首脳部を説き伏せて建設した、自前のレコーディング・スタジオは、1957年にナッシュビルの17番街南に完成した。この年、ショールズはRCAのポップ・シングル部門の責任者となり、翌1958年にはポップ・シングルおよびアルバム部門の責任者となった後、1961年に西海岸部門の経営責任者となった。この昇進によってショールズはカリフォルニア州ロサンゼルスへ移った。1963年、さらにRCAビクターのポップA&R担当副社長へと昇進したショールズは、ニューヨークへ戻った。
ショールズは、カントリーミュージック協会 (CMA) やカントリーミュージック財団 (Country Music Foundation, CMF) の役員も務めた。1967年には、その設立に尽力したカントリー音楽の殿堂への殿堂入りを果たした。
ショールズは、プレスリーの楽曲15曲のプロデューサーとして、全英シングルチャート首位を達成した。この一連のヒットによって、1982年には、イギリスのチャート史上、最も成功した音楽プロデューサーのランキング第4位と評価された。
ショールズは、ナッシュビルで、心筋梗塞のために57歳で死去した。